# Bun privat
Bunurile private sunt opusul bunurilor publice.
Principalele caractiristici ale acestora sunt:
- Exclusivitate - nu pot fi consumate de oricine, din moment ce fiind consumate de o persoană, este exclus să mai poată fi consumate de o altă persoană.
- Rivalitate - prin faptul că sunt consumate de o persoană nu mai pot fi consumate simultan de alți consumatori.

Bunurile private urmăresc aproape în exclusivitate obținerea unui profit.
Un exemplu de bun public este petrolul: există o cantitate finită din acesta si odată consumat nu mai poate fi consumat de altcineva. 

cellspacing="2"

| Diviziunea clasică a bunurilor economice | Diviziunea clasică a bunurilor economice | Exclusivitate în consum                                         | Exclusivitate în consum                             |
| Diviziunea clasică a bunurilor economice | Diviziunea clasică a bunurilor economice | DA                                                              | NU                                                  |
| Rivalitate în consum                     | DA                                       | bun privat: alimente, îmbrăcăminte, jucării, mobilă, automobile | bun comun: mediu natural                            |
| Rivalitate în consum                     | NU                                       | cluburi: școli private, cinematografe, cluburi,                 | bun public: securitate națională, armată și poliție |